# آن غرينبوم
آن غرينبوم (بالإنجليزية: Anne Greenbaum)‏ هي رياضياتية أمريكية، ولدت في 1951.